# 1000-km-Rennen von Katalonien 2008

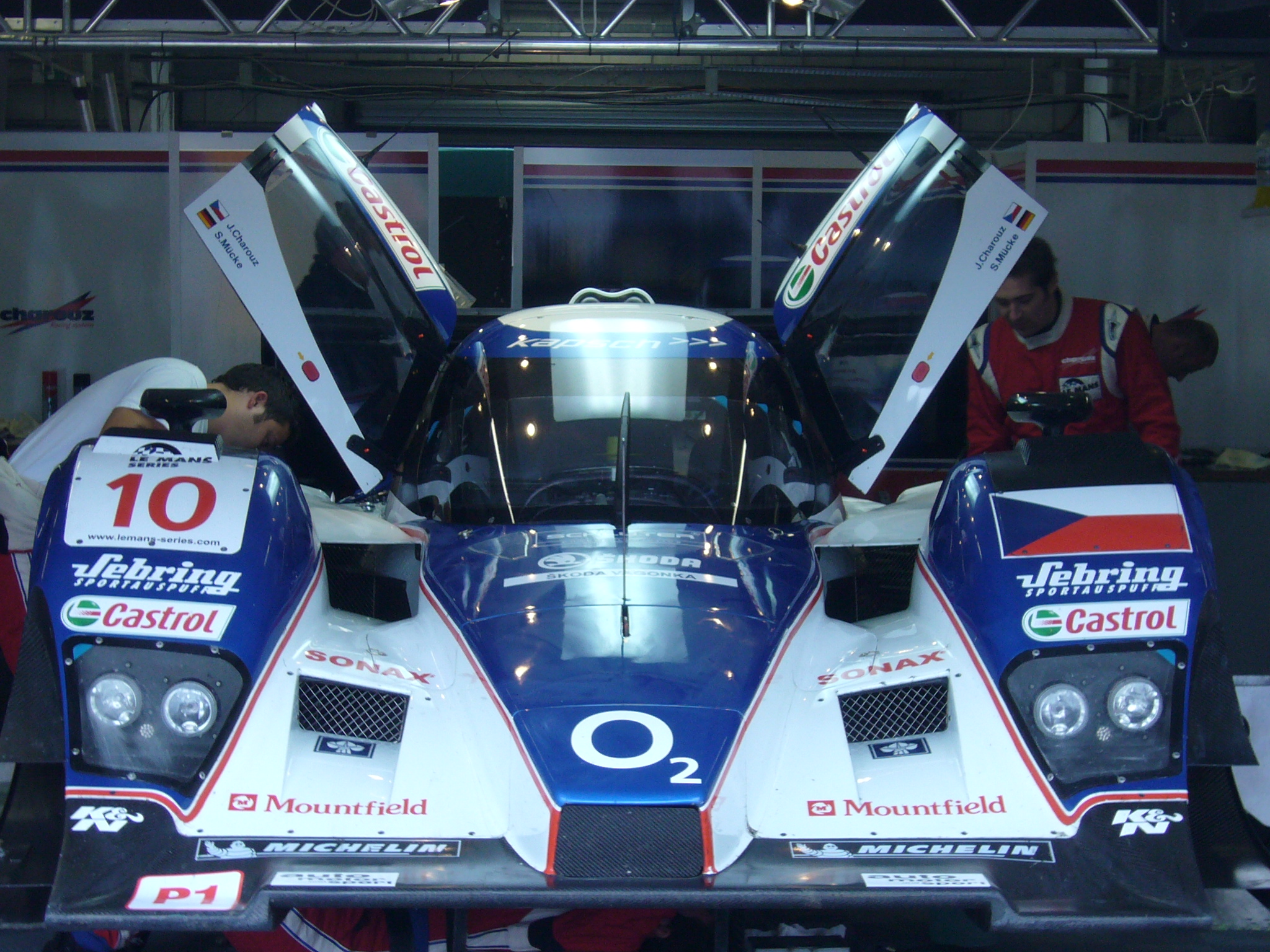
Der drittplatzierte Charouz Racing-Lola B08/60

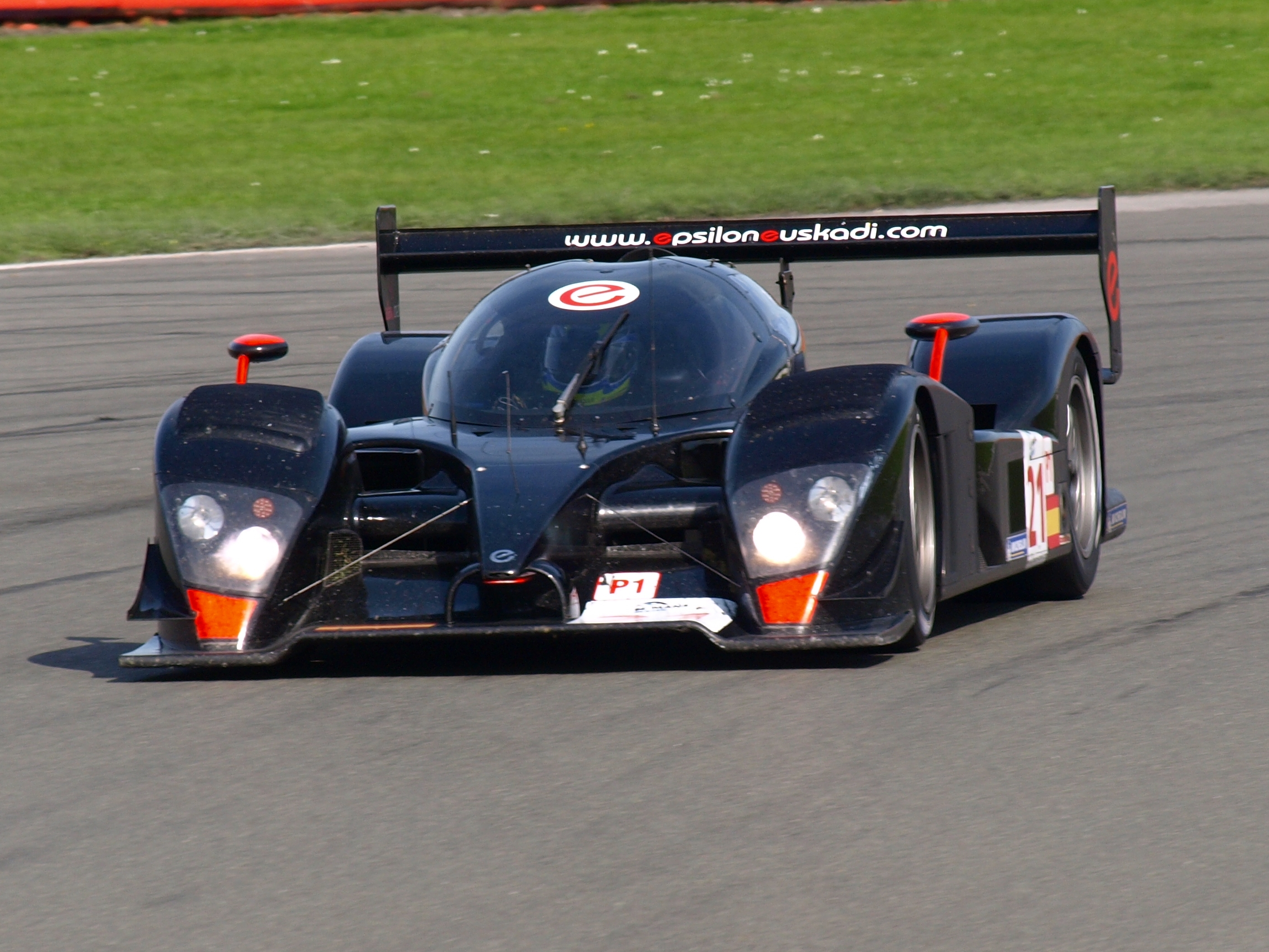
Der Epsilon Euskadi ee1 gab sein Renndebüt

Das 1000-Meilen-Rennen von Katalonien 2008, auch 1000 km de Catalunya, Circuit de Catalunya, Barcelona, fand am 6. April auf dem Circuit de Barcelona-Catalunya statt und war der erste Wertungslauf der Le Mans Series dieses Jahres.

## Das Rennen
Der amtierende Teammeister Peugeot-Total setzte auch 2008 die beiden Fahrerpaarungen aus der Vorsaison in der Le Mans Series ein, darunter unter anderem die beiden Sieger der Fahrermeisterschaft. Die Peugeot 908 HDi FAP wurden von Pedro Lamy, Stéphane Sarrazin, Marc Gené und Nicolas Minassian gefahren. Mit der erneuten Teilnahme eines von Audi unterstützten Teams brachte die Saison das erste Aufeinandertreffen der beiden Dieselprototypen in einer Meisterschaft. Bisher traten Peugeot und Audi nur in Le Mans und beim 12-Stunden-Rennen von Sebring gegeneinander an. Zusammen mit Audi fand auch Allan McNish zurück in die Serie. McNish war bis dahin mit drei Gesamtsiegen einer der erfolgreichsten Prototypen-Piloten der Le Mans Series und in diesem Jahr zusammen mit Rinaldo Capello gemeldet, mit dem er im Vorjahr die American Le Mans Series gewann. Den zweiten Audi R10 TDI steuerten Alexandre Prémat und Mike Rockenfeller.
Auf dem Circuit de Catalunya fand der erste Lauf der Le Mans Series statt und ging über eine Distanz von 215 Runden. Dabei wurden 1000,825 Kilometer zurückgelegt
Stéphane Sarrazin fuhr mit einer Rundenzeit von 1:31.875 Minuten zur Pole-Position, gefolgt vom Teamkollegen Marc Gené im Schwesterfahrzeug. Bereits auf dem fünften Platz qualifizierte sich Jos Verstappen als schnellster LMP2-Fahrer im Porsche RS Spyder. Pedro Lamy setzte die Fahrzeug-Pole-Position in eine Führung um, dahinter konnten Allan McNish und Stefan Mücke im Lola B08/60 an Nicolas Minassian vorbeiziehen. Innerhalb von 60 Minuten überholte Minassian erst Mücke, später auch McNish und konnte die entstandene Lücke zum Teamkollegen Lamy wieder schließen. Kurz darauf musste das Safety Car eingesetzt werden, nachdem der Bruchladdich Radical auf der Strecke stehen geblieben war. Die Gelbphase nutzten viele Teilnehmer für einen Boxenstopp. Beim Neustart führte McNish vor Marc Gené und Sarrazin. Einige Runden später kam es beim Überrunden zur Kollision zwischen dem Peugeot von Sarrazin und dem Aston Martin DBR9 von Team Modena. Sarrazin konnte sein beschädigtes Fahrzeug in die Box bringen, fiel aber nach langer Reparatur auf die 39. Position zurück. Vor der dritten Rennstunde traten bei McNish Probleme mit der Fahrzeugelektronik auf und auch er musste seinen R10 mehrere Runden lang an der Box reparieren lassen. Am Ende siegten Lamy und Minassian mit einem deutlichen Vorsprung von einer Runde auf den Audi von Prémat und Rockenfeller. Für Peugeot war es der siebte Gesamtsieg in Folge, seit dem Debüt des 908 HDi FAP beim 1000-km-Rennen von Monza 2007.

## Ergebnisse

### Schlussklassement
| 1               | LMP1 | 7  | Team Peugeot Total            | Nicolas Minassian Marc Gené                                    | Peugeot 908 HDi FAP         | 215 |
| 2               | LMP1 | 2  | Audi Sport Team Joest         | Alexandre Prémat Mike Rockenfeller                             | Audi R10 TDI                | 214 |
| 3               | LMP1 | 10 | Charouz Racing System         | Stefan Mücke Jan Charouz                                       | Lola B08/60                 | 212 |
| 4               | LMP1 | 16 | Pescarolo Sport               | Jean-Christophe Boullion Emmanuel Collard                      | Pescarolo 01                | 210 |
| 5               | LMP1 | 1  | Audi Sport Team Joest         | Allan McNish Rinaldo Capello                                   | Audi R10 TDI                | 209 |
| 6               | LMP2 | 34 | Van Merksteijn Motorsport VAN | Jos Verstappen Peter van Merksteijn senior                     | Porsche RS Spyder           | 208 |
| 7               | LMP1 | 17 | Pescarolo Sport               | Christophe Tinseau Harold Primat                               | Pescarolo 01                | 208 |
| 8               | LMP2 | 33 | Speedy Racing Team            | Xavier Pompidou Andrea Belicchi Steve Zacchia                  | Lola B08/80                 | 207 |
| 9               | LMP2 | 31 | Team Essex                    | Casper Elgaard John Nielsen                                    | Porsche RS Spyder           | 204 |
| 10              | LMP1 | 18 | Rollcentre Racing             | João Barbosa Vanina Ickx Martin Short                          | Pescarolo 01                | 204 |
| 11              | LMP2 | 25 | RML                           | Thomas Erdos Mike Newton                                       | MG Lola EX265               | 201 |
| 12              | LMP1 | 8  | Team Peugeot Total            | Pedro Lamy Stéphane Sarrazin                                   | Peugeot 908 HDi FAP         | 200 |
| 13              | LMP2 | 35 | Saulnier Racing               | Pierre Ragues Matthieu Lahaye                                  | Pescarolo 01                | 199 |
| 14              | LMP2 | 27 | Horag Racing                  | Didier Theys Fredy Lienhard Jan Lammers                        | Porsche RS Spyder           | 198 |
| 15              | LMP2 | 26 | Bruichladdich Radical         | Jens Petersen Marc Rostan Jan-Dirk Lueders                     | Radical SR9                 | 194 |
| 16              | GT1  | 72 | Luc Alphand Aventures         | Guillaume Moreau Luc Alphand Patrice Goueslard                 | Chevrolet Corvette C6.R     | 194 |
| 17              | LMP2 | 41 | Trading Performance           | Claude-Yves Gosselin Karim Ojjeh Julian Schroyen               | Zytek 07S                   | 193 |
| 18              | GT1  | 50 | Larbre Compétition            | Christophe Bouchut Frédéric Makowiecki Patrick Bornhauser      | Saleen S7-R                 | 192 |
| 19              | GT1  | 55 | IPB Spartak Racing            | Peter Kox Roman Rusinov                                        | Lamborghini Murciélago R-GT | 190 |
| 20              | LMP2 | 40 | Quifel ASM Team               | Olivier Pla Miguel Amaral                                      | Lola B05/40                 | 190 |
| 21              | GT2  | 96 | Virgo Motorsport              | Rob Bell Gianmaria Bruni                                       | Ferrari F430 GTC            | 189 |
| 22              | GT2  | 77 | Team Felbermayr-Proton        | Marc Lieb Alex Davison                                         | Porsche 997 GT3 RSR         | 189 |
| 23              | GT2  | 76 | Imsa Performance Matmut       | Richard Lietz Raymond Narac                                    | Porsche 997 GT3 RSR         | 187 |
| 24              | GT2  | 90 | Farnbacher Racing             | Pierre Kaffer Pierre Ehret Anthony Beltoise                    | Ferrari F430 GTC            | 186 |
| 25              | GT2  | 85 | Snoras Spyker Squadron        | Peter Dumbreck Ralf Kelleners Alex Vassiliev                   | Spyker C8 Laviolette GT2R   | 184 |
| 26              | GT2  | 99 | JMB Racing                    | Stéphane Daoudi Ben Aucott                                     | Ferrari F430 GTC            | 183 |
| 27              | GT2  | 75 | Imsa Performance Matmut       | Jean-Philippe Belloc Richard Balandras Michel Lecourt          | Porsche 997 GT3 RSR         | 182 |
| 28              | GT2  | 95 | James Watt Automotive         | Mikael Forsten Paul Daniels Markus Palttala                    | Porsche 997 GT3 RSR         | 182 |
| 29              | GT2  | 88 | Team Felbermayr-Proton        | Horst Felbermayr junior Christian Ried Horst Felbermayr senior | Porsche 997 GT3 RSR         | 181 |
| 30              | GT2  | 98 | JMB Racing                    | Maurice Basso Bo McCormick Mauro Casadei                       | Ferrari F430 GTC            | 178 |
| 31              | LMP1 | 19 | Chamberlain Synergy           | Bob Berridge Gareth Evans                                      | Lola B06/10                 | 177 |
| 32              | LMP1 | 20 | Epsilon Euskadi               | Angel Burgueño Miguel Ángel de Castro                          | Epsilon Euskadi ee1         | 167 |
| 33              | LMP1 | 14 | Creation AIM                  | Jamie Campbell-Walter Stuart Hall Felipe Ortiz                 | Creation CA07               | 163 |
| 34              | LMP2 | 37 | WR Salini                     | Stéphane Salini Philippe Salini Patrice Roussel                | WR LMP 2008                 | 154 |
| Nicht klassiert |      |    |                               |                                                                |                             |     |
| 35              | LMP2 | 30 | Racing Box                    | Filippo Francioni Marco Didao Mirko Savoldi                    | Lucchini LMP2-08            | 142 |
| Ausgefallen     |      |    |                               |                                                                |                             |     |
| 36              | LMP1 | 6  | Team Oreca Matmut             | Olivier Panis Nicolas Lapierre                                 | Courage-Oreca LC70          | 178 |
| 37              | GT1  | 73 | Luc Alphand Aventures         | Roland Bervillé Jean-Luc Blanchemain Sébastien Dumez           | Chevrolet Corvette C6.R     | 162 |
| 38              | LPM1 | 4  | Saulnier Racing               | Marc Faggionato Jacques Nicolet Richard Hein                   | Pescarolo 01                | 132 |
| 39              | GT1  | 59 | Team Modena                   | Antonio García Tomáš Enge                                      | Aston Martin DBR9           | 124 |
| 40              | LMP1 | 5  | Team Oreca Matmut             | Stéphane Ortelli Soheil Ayari                                  | Courage-Oreca LC70          | 108 |
| 41              | LMP1 | 44 | Kruse Schiller Motorsport     | Hideki Noda Jean de Pourtales                                  | Lola B05/40                 | 94  |
| 42              | GT2  | 91 | Farnbacher Racing             | Richard Westbrook Lars-Erik Nielsen Allan Simonsen             | Porsche 997 GT3 RSR         | 90  |
| 43              | LMP1 | 3  | Scuderia Lavaggi              | Giovanni Lavaggi Wolfgang Kaufmann                             | Lavaggi LS1                 | 87  |
| 44              | LMP2 | 32 | Barazi Epsilon                | Michael Vergers Juan Barazi                                    | Zytek 07S                   | 55  |
| 45              | LMP2 | 45 | Embassy Racing                | Warren Hughes Mario Haberfeld                                  | WF01                        | 43  |
| 46              | LMP2 | 46 | Embassy Racing                | Jonny Kane Joey Foster                                         | WF01                        | 41  |
| 47              | GT2  | 94 | Speedy Racing Team            | Andrea Chiesa Benjamin Leuenberger                             | Spyker C8 Laviolette GT2R   | 17  |
| Nicht gestartet |      |    |                               |                                                                |                             |     |
| 48              | GT2  | 93 | James Watt Automotive         | Alan van der Merwe Stéphane Lémeret Michael Outzen             | Aston Martin V8 Vantage GT2 | 1   |

1 nicht gestartet

### Nur in der Meldeliste
Hier finden sich Teams, Fahrer und Fahrzeuge, die ursprünglich für das Rennen gemeldet waren, aber aus den unterschiedlichsten Gründen daran nicht teilnahmen.
| Pos. | Klasse | Nr. | Team                   | Fahrer                     | Chassis                   |
| ---- | ------ | --- | ---------------------- | -------------------------- | ------------------------- |
| 49   | LMP1   | 12  | Charouz Racing System  |                            | Lola B07/17               |
| 50   | LMP1   | 15  | Creation AIM           | Stuart Hall Simon Pagenaud | Creation CA07             |
| 51   | LMP1   | 21  | Epsilon Euskadi        |                            | Epsilon Euskadi ee1       |
| 52   | GT2    | 86  | Snoras Spyker Squadron |                            | Spyker C8 Laviolette GT2R |

### Klassensieger
| Klasse | Fahrer            | Fahrer                      | Fahrer            | Fahrzeug                | Platzierung im Gesamtklassement |
| ------ | ----------------- | --------------------------- | ----------------- | ----------------------- | ------------------------------- |
| LMP1   | Nicolas Minassian | Marc Gené                   |                   | Peugeot 908 HDi FAP     | Gesamtsieg                      |
| LMP2   | Jos Verstappen    | Peter van Merksteijn senior |                   | Porsche RS Spyder       | Rang 6                          |
| GT1    | Guillaume Moreau  | Luc Alphand                 | Patrice Goueslard | Chevrolet Corvette C6.R | Rang 16                         |
| GT2    | Rob Bell          | Gianmaria Bruni             |                   | Ferrari F430 GTC        | Rang 21                         |

### Renndaten
- Gemeldet: 52
- Gestartet: 47
- Gewertet: 34
- Rennklassen: 4
- Zuschauer: 28000
- Wetter am Renntag: unbekannt
- Streckenlänge: 4,655 km
- Fahrzeit des Siegerteams: 5:59:30,812 Stunden
- Gesamtrunden des Siegerteams: 215
- Gesamtdistanz des Siegerteams: 1000,825 km
- Siegerschnitt: 167,030 km/h
- Pole Position: Stéphane Sarrazin – Peugeot 908 HDi FAP (#8) – 1:31,875
- Schnellste Rennrunde: Pedro Lamy – Peugeot 908 HDi FAP (#8) – 1:33,515 = 179,201 km/h
- Rennserie: 1. Lauf zur Le Mans Series 2008